# 花溪区
26°24′35.56″N 106°40′12.90″E / 26.4098778°N 106.6702500°E
花溪区是中华人民共和国贵州省贵阳市下属的一个市辖区，位于黔中腹地，贵阳市南郊，距市中心17公里，介于东经106°27'-106°52'，北纬26°11'-26°34'之间。花溪区东与黔南布依族苗族自治州龙里县接壤，西与清镇市，安顺市平坝县毗邻，南连黔南布依族苗族自治州惠水县，北接乌当、云岩、观山湖、南明四区。2011年，花溪区国土面积为891.56平方公里，人口约为33万。

## 地理
花溪区地处长江、珠江分水岭，有大小河流51条、总长390公里，松柏山水库、花溪水库两座中型水库总库容达7140万立方米，阿哈水库、红枫湖、百花湖的流域也在花溪区。花溪因此成为贵阳市的水源保护区。花溪森林覆盖率到达 41.53﹪。花溪区具有高原季风湿润气候的特点，冬无严寒，夏无酷热，无霜期长，雨量充沛，湿度较大。年平均气温为14.9℃，无霜期平均246天，年雨量1178.3毫米，空气优良天数341天。

## 历史
花溪地方早有建置。明洪武五年（1372）正月，设置贵竹长官司，属贵州宣慰司，三月置金筑长官司。万历十四年（1586）二月，以贵竹、平伐长官司地置新贵县，属贵阳府。清康熙二十六年（1687），置贵筑县。

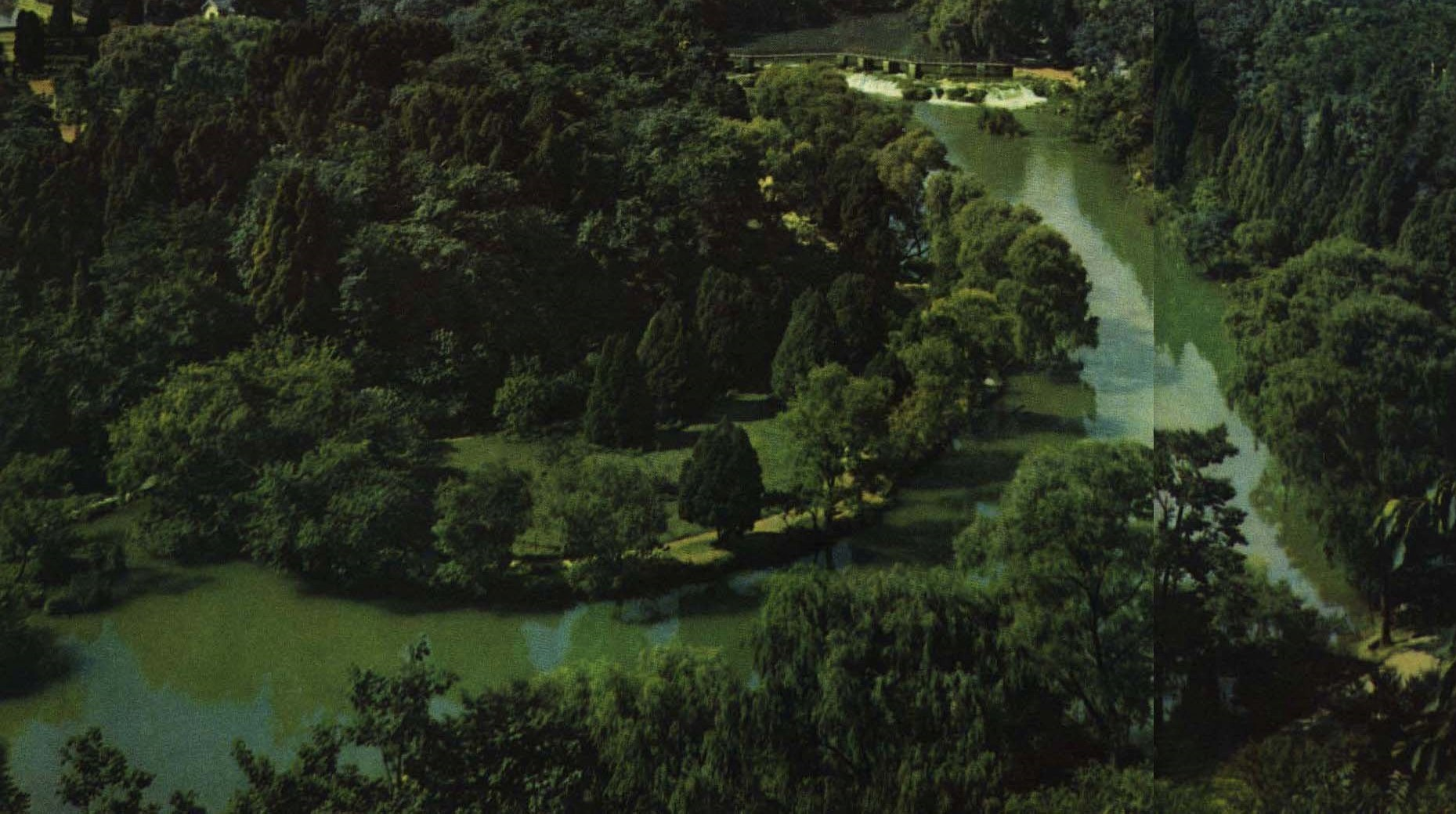
1962年 贵州花溪

1950年，设贵阳专区，驻花溪镇，1952年，专署驻地迁贵定，改称贵定专区，贵筑县隶属贵阳市。
1955年，贵筑县隶属贵定专区，1956年，贵筑县隶属安顺专区，1957年11月，贵筑县并入贵阳市。1958年2月，以原贵筑县城的一部分置花溪区。  
2000年1月21日，国务院致函贵州省人民政府《关于同意贵州省设立贵阳市小河区的批复》（国函〔2000〕10号）。同意设立贵阳市小河区，小河区辖贵阳市小河镇和贵阳市花溪区金竹镇，区人民政府驻黄河路。
2012年11月15日，国务院正式下发《国务院关于同意贵州省调整贵阳市部分行政区划的批复》(国函〔2012〕190号)，同意撤销贵阳市花溪区、小河区，设立新的贵阳市花溪区，以原花溪区、小河区的行政区域为新的花溪区的行政区域。花溪区人民政府驻贵筑街道明珠大道192号。

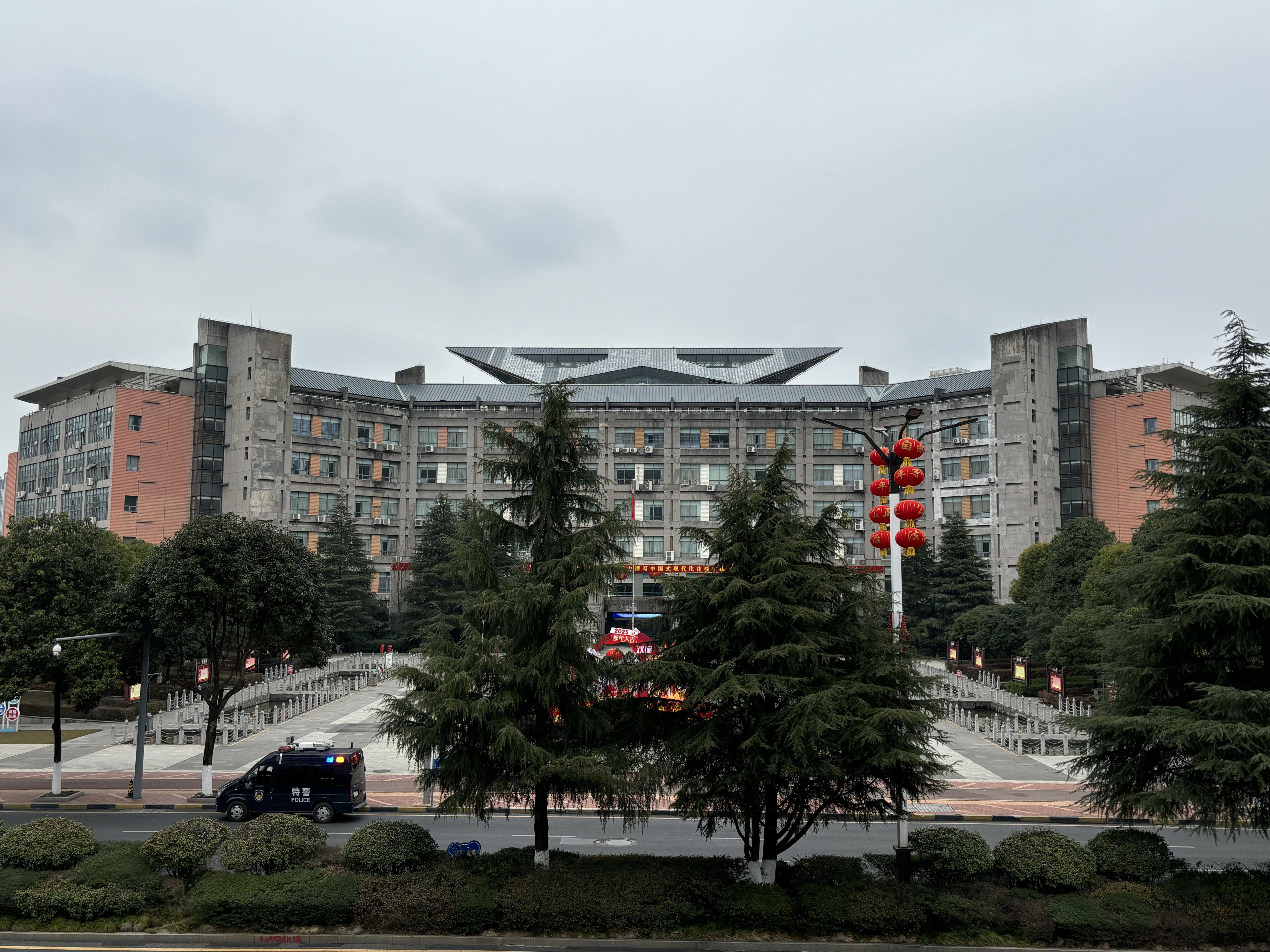
花溪区行政中心

## 行政区划
花溪区下辖8个街道办事处、5个镇、1个乡、5个民族乡：
贵筑街道、阳光街道、清溪街道、溪北街道、黄河路街道、平桥街道、小孟街道、金筑街道、青岩镇、石板镇、党武镇、麦坪镇、燕楼镇、孟关苗族布依族乡、湖潮苗族布依族乡、久安乡、高坡苗族乡、黔陶布依族苗族乡、马铃布依族苗族乡和羊艾农场。

## 交通
- 沪昆铁路：贵阳西站

## 旅游资源

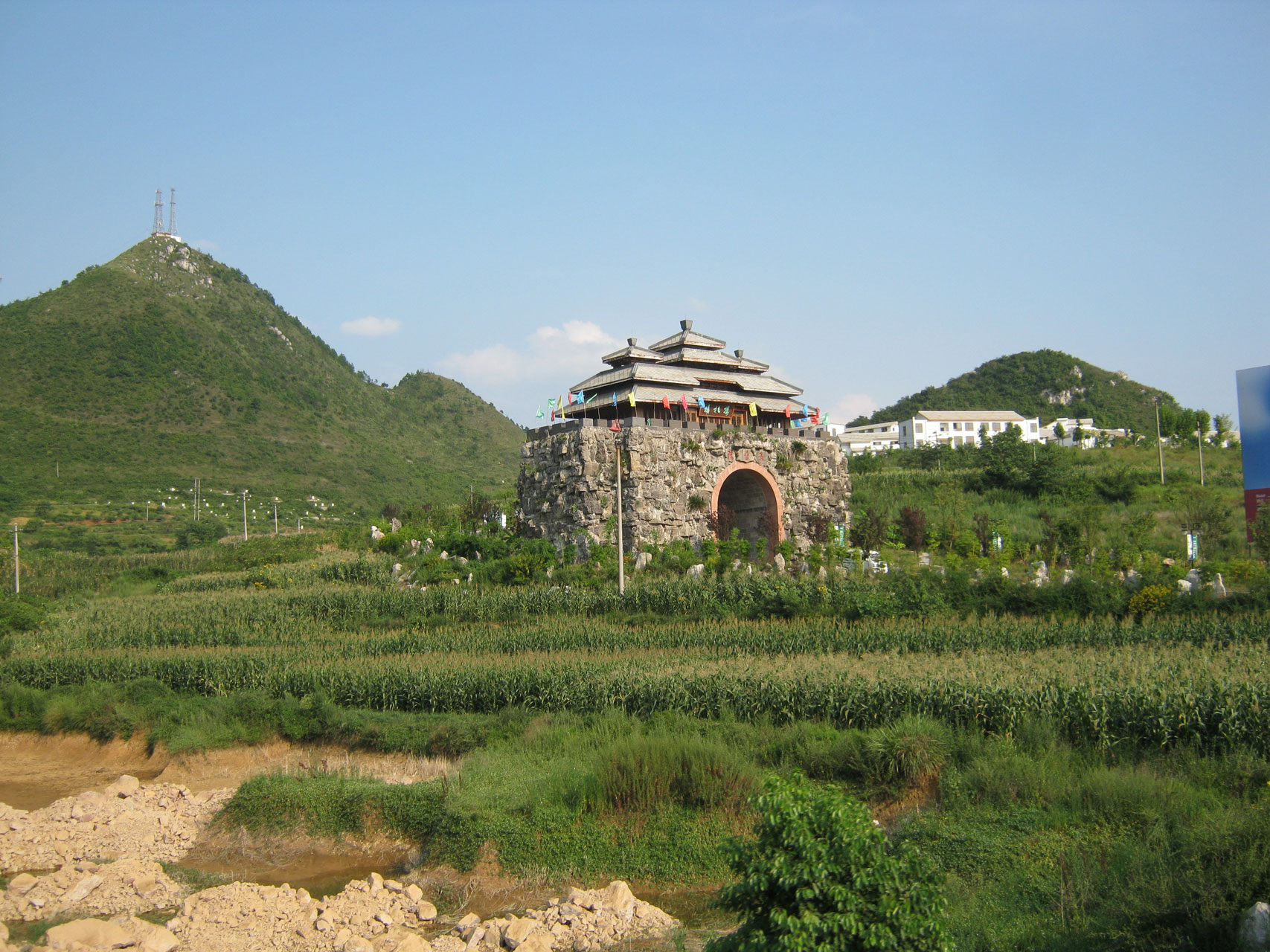
花溪一览

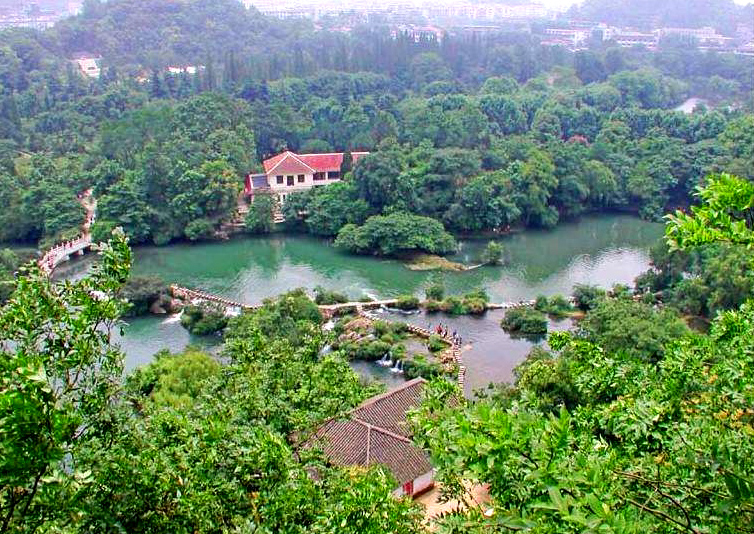
花溪公园百步桥一览

花溪河 （南明河） 纵贯其间，依山傍水，风景秀丽。花溪公园有麟山、旗亭、柏岭、桃花岭、放鹤桥、碧云窝、坝上桥、百步桥诸胜景，为著名游览胜地。六月六歌会、跳地戏、四月八、斗牛等都是富有地方特色的娱乐活动。

## 教育
花溪区境内有贵州大学、贵州民族大学（原贵州民族学院）、中共贵州省委党校（贵州行政学院） 三所高等院校，全区有中学37所、小学117所， 其中贵阳清华中学是贵州省重点中学。